# Reinier Robbemond
Reinier Robbemond (Dordrecht, 31 januari 1972) is een Nederlands voetbalcoach en voormalig profvoetballer.

## Spelerscarrière
Robbemond speelde in zijn jeugd voor ODS en SC Feyenoord. Zijn debuut in het betaalde voetbal maakte hij in het seizoen 1990/91 voor Dordrecht'90. Bij de club uit zijn geboortestad speelde hij ruim honderd wedstrijden alvorens hij in 1996 naar FC Utrecht vertrok. Bij Utrecht speelde de middenvelder vijf seizoenen als basisspeler. In 2001 verkaste hij naar AZ, waar hij drie seizoenen speelde, maar de laatste twee jaar geen vaste waarde was. Tussen 2004 en 2009 stond Robbemond onder contract bij De Graafschap. Echter toen De Graafschap voor tweede keer in vijf jaar tijd degradeerde werd het contract van de routinier niet verlengd.

## Clubstatistieken
| Seizoen | Club              | Competitie     | Duels | Goals |
| ------- | ----------------- | -------------- | ----- | ----- |
| 1990/91 | Dordrecht '90     | Eerste divisie | 12    | 2     |
| 1991/92 | SVV/Dordrecht '90 | Eredivisie     | 1     | 0     |
| 1992/93 | SVV/Dordrecht '90 | Eredivisie     | 14    | 0     |
| 1993/94 | Dordrecht '90     | Eerste divisie | 21    | 0     |
| 1994/95 | Dordrecht '90     | Eredivisie     | 33    | 1     |
| 1995/96 | Dordrecht '90     | Eerste divisie | 30    | 1     |
| 1996/97 | FC Utrecht        | Eredivisie     | 33    | 1     |
| 1997/98 | FC Utrecht        | Eredivisie     | 26    | 6     |
| 1998/99 | FC Utrecht        | Eredivisie     | 31    | 6     |
| 1999/00 | FC Utrecht        | Eredivisie     | 31    | 5     |
| 2000/01 | FC Utrecht        | Eredivisie     | 22    | 1     |
| 2001/02 | AZ                | Eredivisie     | 28    | 0     |
| 2002/03 | AZ                | Eredivisie     | 14    | 0     |
| 2003/04 | AZ                | Eredivisie     | 12    | 0     |
| 2004/05 | AZ                | Eredivisie     | 0     | 0     |
| 2004/05 | De Graafschap     | Eredivisie     | 13    | 1     |
| 2005/06 | De Graafschap     | Eerste divisie | 13    | 3     |
| 2006/07 | De Graafschap     | Eerste divisie | 34    | 2     |
| 2007/08 | De Graafschap     | Eredivisie     | 23    | 0     |
| 2008/09 | De Graafschap     | Eredivisie     | 12    | 0     |

## Trainerscarrière
Robbemond ging in de zomer 2009 aan de slag als jeugdtrainer bij AZ. Na diverse jongere elftallen te hebben opgeleid, werd hij in het seizoen 2014/15 trainer van Jong AZ. Robbemond volgde met ingang van 2015/16 Wil Boessen op als hoofdtrainer van FC Oss. Op 6 april 2016 werd bekend dat hij na afloop van het seizoen de club mocht verlaten. Robbemond tekende in juni 2016 een contract bij Willem II, waar hij assistent werd van de dan net aangestelde trainer Erwin van de Looi. Op 8 maart 2018 maakte Erwin van de Looi bekend per direct op te stappen, nadat supporters via een manifest bij het bestuur hadden aangedrongen op diens vertrek. Robbemond volgde Van de Looi op als interim-trainer. De eerste wedstrijd onder zijn hoede won Willem II met 5-0 van PSV, dat op dat moment eerste stond. Willem II en Robbemond spraken later die maand af dat hij het seizoen zou afmaken als hoofdcoach. Op 26 juni 2018 werd bekend dat Robbemond de assistent-trainer van Mark van Bommel bij PSV zou worden. Hij tekende voor twee seizoenen. Mark van Bommel werd op 15 december 2019 ontslagen vanwege de mindere resultaten. PSV ontsloeg ook de assistenten Jürgen Dirkx en Robbemond. In januari 2021 werd hij assistent van Patrick van Leeuwen bij Maccabi Tel Aviv.
Op 16 juni 2021 tekende hij een tweejarig contract bij De Graafschap, waar hij vanaf het seizoen 2021/22 hoofdtrainer van wordt. Hij volgt er de ontslagen Mike Snoei op. Op 16 maart 2022 werd Robbemond ontslagen. Op 4 april 2022 werd hij aangesteld als assistent van Kevin Hofland bij Willem II. Na het ontslag van Hofland op 12 december 2022 werd Robbemond interim hoofdtrainer. In zijn eerste wedstrijd op 16 december versloeg hij in Doetinchem zijn oude club De Graafschap met 3-0. Op 5 september 2023 werd hij ontslagen na een slechte seizoenstart bij de Tilburgse club.